# مودی (تگزاس)
مودی، تگزاس(به انگلیسی: Moody, Texas) شهری در ایالت تگزاس از ایالات جنوبی ایالات متحده آمریکا است. در سرشماری سال ۲۰۰۰، جمعیت این شهر ۱۴۰۰ نفر اعلام شد.